# Cheiraster teres
Cheiraster teres är en sjöstjärneart som först beskrevs av Percy Sladen 1889.  Cheiraster teres ingår i släktet Cheiraster och familjen nålsjöstjärnor.
Artens utbredningsområde är Bandasjön. Inga underarter finns listade i Catalogue of Life.